# Краківець

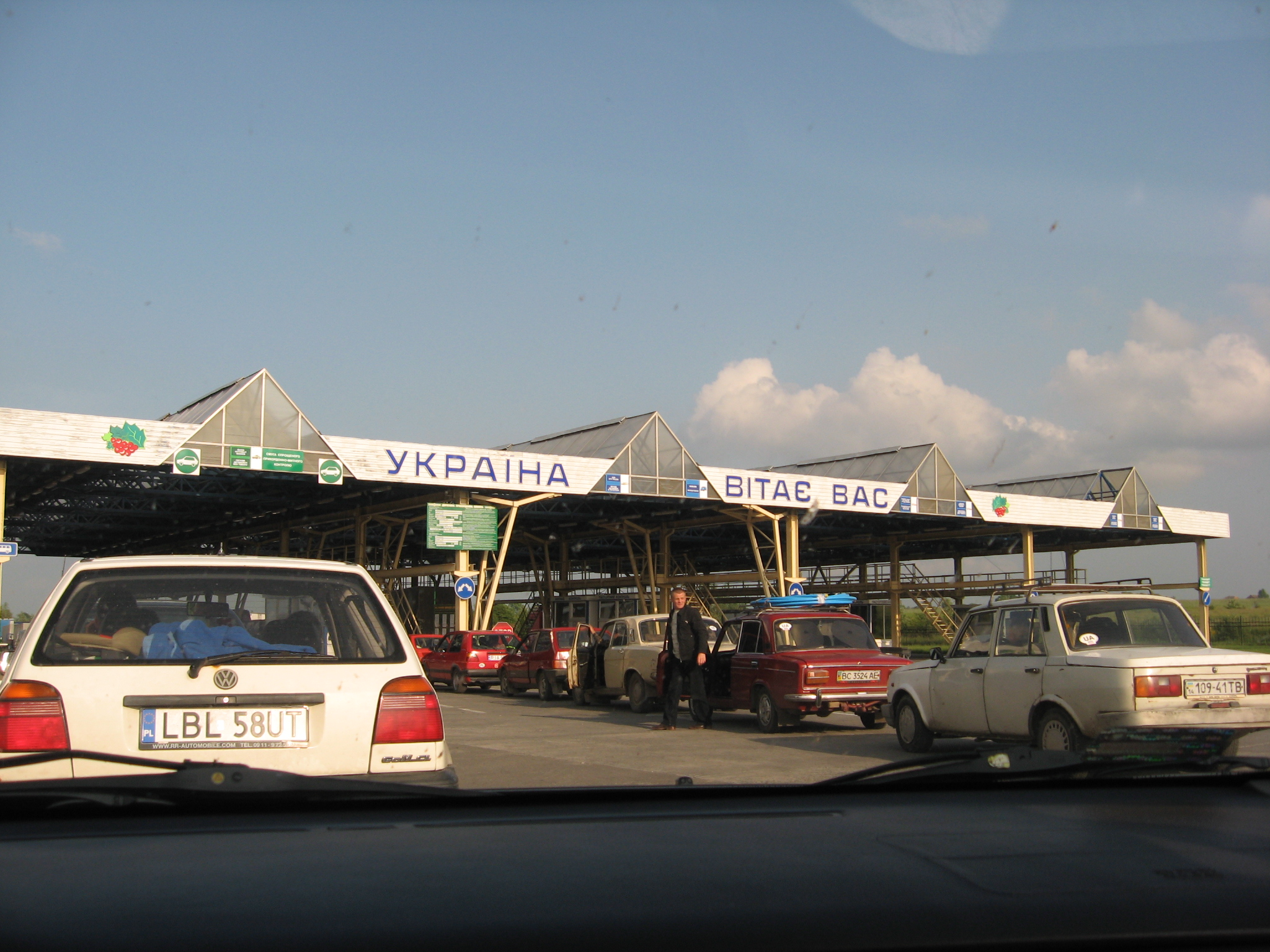
Пункт пропуску «Краківець»

49°57′30″ пн. ш. 23°9′26″ сх. д. / 49.95833° пн. ш. 23.15722° сх. д.
Краківе́ць — пункт пропуску через державний кордон України на кордоні з Польщею. Пункт пропуску «Краківець» входить до складу митного посту «Краковець» Львівської митниці. Код пункту пропуску — 20908 02 00 (11).

## Історія
18 травня 1425 року король Владислав II надав містечку Краківець права збору мостового і торгового мита та проведення ярмарку згідно з магдебурзьким правом.
27 березня 1934 року Краківець отримав статус міста. Внаслідок проведення радянською владою кордону через Краківець населення міста було виселено.
Відкриття нового пункту пропуску через державний кордон вперше було передбачено Угодою між Урядом України і Урядом Республіки Польщі про пункти пропуску через державний кордон від 18 травня 1992 року.
З 1992 року по 1996 роки питання будівництва та практичного відкриття нового пункту пропуску на західному кордоні України постійно гальмувалось з різних причин.
Степану Лукашику вдалось переконати Президента України Леоніда Кучму в життєвій необхідності будівництва об'єкту, вперше з часів 1996 року, було «розрізано дротяну завісу» та розпочато будівництво, яке завершено в рекордні терміни до зими 1997 року.[джерело?]
3 січня 1998 року відбулося відкриття нового пункту пропуску за участі Леоніда Кучми, Александра Кваснєвського, Степана Лукашика та Мечислава Каспшака.
20 червня 2022 року Міністерство інфраструктури України спільно з представниками уряду Польщі відкрили оновлений пункт пропуску «Краківець — Корчова». Його модернізація проводилася в рамках проєкту «Відкритий кордон». Кількість смуг для вантажівок була збільшена з 4 до 10. Також створені додаткові павільйони для митного та паспортного контролю. Для митників та прикордонників встановлені спеціальні контейнерні модулі, які надала Польща. Всі роботи були виконані за 10 днів.
|  | «Вдячний своїм польським колегам — міністру інфраструктури Польщі Анджею Адамчику та Голові Канцелярії Прем’єр-міністра Міхалю Дворчику за підтримку в реалізації цього проєкту і розраховуємо, що успішний досвід на цьому пункті пропуску масштабуємо на інші 7 пунктів на українсько-польському кордоні. Аналогічні проєкти збільшення пропускної спроможності ми також будемо реалізовувати на кордонах з іншими західними сусідами. Вже ведемо перемовини про приєднання до «Відкритого кордону» Словаччини, Угорщини, Румунії та Молдови» —наголосив Міністр інфраструктури України Олександр Кубраков. |

Завдяки модернізації пропускна здатність КПП «Краківець — Корчова» має можливість зрости щонайменше на 50 %. Також сторони збільшили кількість прикордонників та митників на пункті пропуску. Для їх роботи польська сторона надала спеціальні контейнерні модулі.
Збільшення пропускної здатності пунктів пропуску на кордоні із європейськими державами — надважливе завдання під час повномасштабної війни в Україні, що є не лише питанням комфорту водіїв, а й гуманітарної безпеки, аби зменшити черги вантажівок на деяких ділянках українського кордону, які зазвичай сягали 20-25 км через блокування росією морських портів.
Президенти України та Польщі, Володимир Зеленський та Анджей Дуда, домовилися про спрощення перетину кордону між державами. У рамках цих домовленостей започатковано проєкт «Відкритий кордон», який передбачає ліквідацію вузьких місць на західному кордоні та покращення логістики на напрямку Україна — Європейський Союз.
Надалі заплановано:
- реконструкцію інфраструктури діючих пунктів пропуску (включно з під'їзними шляхами);
- будівництво нових пунктів пропуску;
- запровадження спільного прикордонно-митного контролю з державами-сусідами.

## Розташування
Розташований у Яворівському районі Львівській області, неподалік від селища міського типу Краковець на автошляху М10, що є частиною європейського маршруту E40. Пункт пропуску з польського боку — Корчова, від якого на даному маршруті починається швидкісна магістраль  A4, а також звичайна автодорога  94 у напрямку Радимно.

## Характеристики
Пропускна спроможність пункту пропуску (на добу):
- пасажирів — до 6000 осіб;
- транспортних засобів:
  - легкових автомобілів до 4000;
  - автобусів до 100;
  - вантажних автомобілів до 500.

Вид пункту пропуску — автомобільний. Статус пункту пропуску — міжнародний.
Характер перевезень — пасажирський, вантажний.
Окрім радіологічного, митного та прикордонного контролю, пункт пропуску «Краківець» може здійснювати санітарний, фітосанітарний, ветеринарний, екологічний та контроль Служби міжнародних автомобільних перевезень.